# CRTC (LSI)
CRTC（シーアールティーシー）はCRT Controller の略称であり、コンピュータの映像機能のうち、その名の通り映像信号の生成など比較的出力端に近い機能を持つLSIである。VDP(Video Display Processor)やGPU(Graphic Processing Unit)、GDC(Graphics Display Controller)など各種のLSIの呼称があるが、例えばPC-9801では使い分けられているにもかかわらず、混同する者のほうが多い。
主にラスタースキャン型ディスプレイのキャラクター（文字）表示制御用として発展してきたが、上位品種にはビットマップ表示の転送、回転、拡大、縮小、反転表示などもできる機能が追加されている。

## 種類
- 6845系CRTC

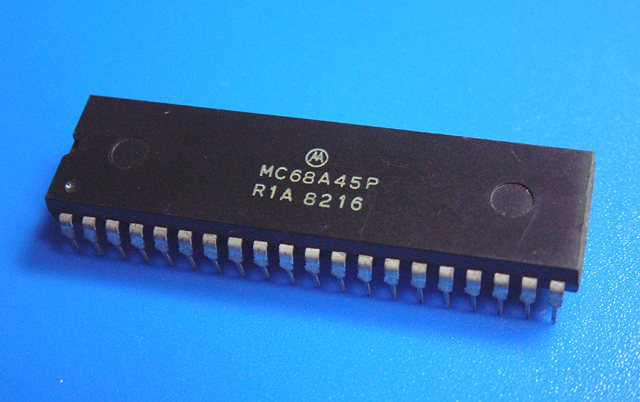
CRTC MC68A45P

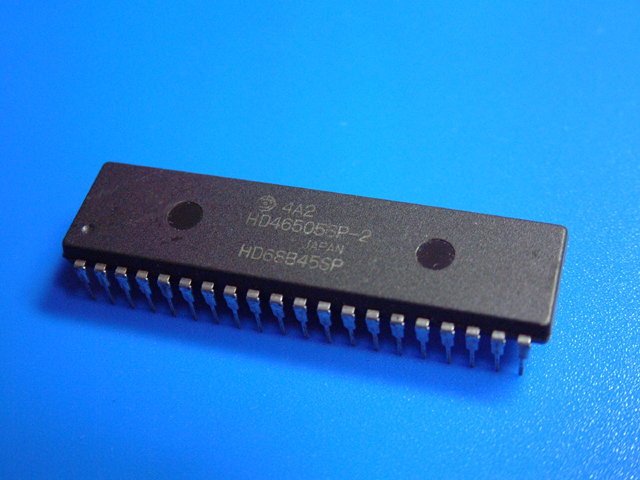
CRTC HD46505SP-2
(HD68B45SP)

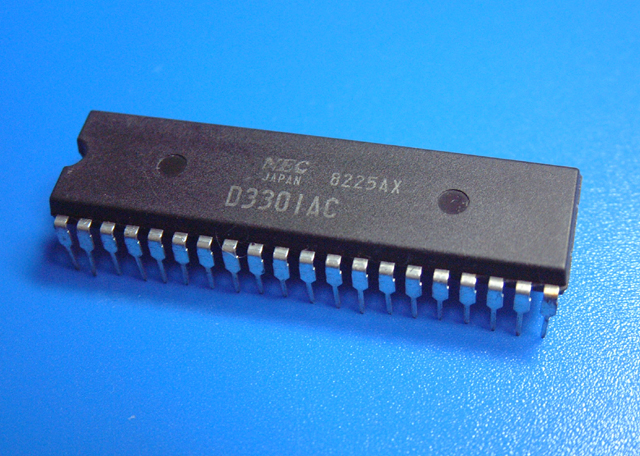
CRTC uPD3301

  - MC6845 モトローラ（バスタイミング1MHz,CRT表示タイミング3MHz）
    - モトローラ系6800ファミリーであり、インターフェイスは同期バス形式。
    - x86系であるIBM-PC/XTのモノクロームディスプレイアダプター(MDA)でも使用された。
    - 最大256×64キャラクター
    - 1文字のドット構成設定可
    - 水平/垂直同期信号制御可
    - 表示タイミング信号制御可
    - カーソル制御（形状変更、ブリンク）
    - ページング、スクロール機能
    - 14ビットVRAMリフレッシュ生成（最大16Kワードアクセス）
    - ライトペンインターフェイス内蔵
    - インタレース、ノンインタレース設定可
    - 本CRTC単体ではモノクロキャラクター表示機能のみだが、外部にカラーマルチプレクサやグラフィックパターンジェネレータ、画像合成回路を設けることによりパックドピクセル構成のカラービットマップキャラクターの表示が可能。

  - MC68A45 モトローラ
    - バスタイミング1.5MHz改良版。CRT表示タイミングは3.0MHz。

  - MC68B45 モトローラ
    - バスタイミング2.0MHz改良版。CRT表示タイミングは3.0MHz。

  - HD6845 日立製作所CRTC MC6845互換CRTC。CRT表示タイミングは3MHz。
    - セラミックパッケージ版
      - HD6845（バスタイミング1.0MHz）
      - HD68A45（バスタイミング1.5MHz）
      - HD68B45（バスタイミング2.0MHz）

    - プラスチックパッケージ版
      - HD6845P (HD46505R)（バスタイミング1.0MHz）
      - HD68A45P(HD46505R-1)（バスタイミング1.5MHz）
      - HD68B45P(HD46505R-2)（バスタイミング2.0MHz）

  - HD6845S 日立製作所CRTC MC6845上位互換CRTC。CRT表示タイミングは3.7MHz。
    - セラミックパッケージ版
      - HD6845S（バスタイミング1.0MHz）
      - HD68A45S（バスタイミング1.5MHz）
      - HD68B45S（バスタイミング2.0MHz）

    - プラスチックパッケージ版
      - HD6845SP (HD46505SP)（バスタイミング1.0MHz）
      - HD68A45SP(HD46505SP-1)（バスタイミング1.5MHz）
      - HD68B45SP(HD46505SP-2)（バスタイミング2.0MHz）

  - HD6345,6345xxJ(動作温度拡張版) 日立製作所CRTC-II
    - HD6845SのCMOS化および上位コンパチブル版、6800系インターフェイス、CRTディスプレイタイミング4.5MHz動作、画面分割、スムーススクロール、外部同期、2つのカーソル制御、メモリ幅設定、マルチポートメモリ制御などの機能を有する。

  - HD6445,6445xxJ(動作温度拡張版) 日立製作所CRTC-II
    - HD6845SのCMOS化および上位コンパチブル版、80系インターフェイス、CRTディスプレイタイミング4.5MHz動作、画面分割、スムーススクロール、外部同期、2つのカーソル制御、メモリ幅設定、マルチポートメモリ制御などの機能を有する。

  - MB89321 富士通 MC6845上位互換、CMOS版CRTC。6800系インターフェイス。
    - スキャンモードはインタレース、ノンインタレース、ノンインタレース&ビデオ設定可能
    - 垂直ブランキング/ライトペン割込み機能
    - 4分割スクリーンの独立ページング/スクローリング可能
    - 最大4画面までの同時スムーススクロール機能
    - 外部同期、テレビ放送との重畳表示、他のCRTCとの同期化

  - MB89321A 富士通 MB89321の高速版
  - MB89321B 富士通 MB89321の高速版
  - MB89322 富士通 MB89321の80系インターフェイス版
  - MB89322A 富士通 MB89322の高速版
  - MB89322B 富士通 MB89322の高速版
  - HD63484 日立製作所 ACRTC（アドバンストCRTC）
    - オンチップ上に円やペイントなど23種のグラフィック描画機能と、重ね合わせ表示やズーム、スクロールなどの機能が有る。データバス幅は8/16bitで68/68K系に使われる。
- 3301系（日本電気製）
  - μPD3301 PC-8001などで使われた。
- 7220系（日本電気製。これはGDCであってCRTCではない（98で使用していてCRTCと呼んでるのは別の石で、GDCとCRTCでは役割が異なる））
  - μPD7220(GDC:Graphic Display Controller) PC-9800シリーズなどに使われた。
  - μPD7220A(HGDC:High-performance Graphic Display Controller) PC-9800シリーズなどに使われた。
  - μPD72020(EGDC:Enhanced Graphic Display Controller)
  - μPD72120(AGDC:Advanced Graphic Display Controller)
  - μPD72123(AGDCII:Advanced Graphic Display Controller II)
    - 直線や四辺形など7種のグラフィック描画機能を持つ。データバス幅は8bitでX86系に使われる。
- RP5C16（64ピンDIP）/RP5C16A（64ピンQFP）リコー製
  - キャラクターグラフィックス(PCG)とビットマップグラフィックステーブルを持ち、同時合成表示可能なCRTC。
  - 16色カラー表示
  - グラフィックはカラー指定R,G,B,L/D(LIGHT/DARK)の各1ビットのパックドピクセルで構成され、8ビットで1ブロックを構成する。
  - 4つのカラー表示モードを持つ。それぞれフォアグラウンド画面が手前（最優先）表示、バックグラウンド画面はフォアグラウンド画面の後ろに表示される。バックグラウンド画面の後ろにさらにバックドロップ画面がある。
  - 表示モード1:80×25文字1画面のバックグラウンド画面
  - 表示モード2:640×200ドットのバックグラウンド画面
  - 表示モード3:40×25文字2画面のバックグラウンドとフォアグラウンド合成画面
  - 表示モード4:320×200ドットのバックグラウンドと40×25文字フォアグラウンド画面の合成表示
  - 2画面合成同時表示（表示モード3,4）
  - 仮想スクリーン（320,512,640,1024ドット）：表示画面は最大320×200ドット固定だが、表示開始アドレスと表示終了アドレスを変更することにより一画面をサイズ自体はそのままで、スクロールさせて擬似的に連続する画面があるように見せる機能。128KB接続時に320×200ドット画面4枚を横一列に並べて一枚とし、連続した領域をスクロールさせることが可能。
  - 文字のアトリビュート表示機能（前後反転:フォアグラウンドとバックグラウンドの優先表示切り替え）、左右反転、上下反転、白黒反転）
  - 水平、垂直スムーススクロール機能
  - クロスヘアカーソル（十時マーク）表示機能（マウス用）
  - MASTER/SLAVEモード（スーパーインポーズ可能）
  - Z80,86系インターフェイス、6502インターフェイス直結可能
  - VRAMリフレッシュ用アドレスバッファレジスタ/アドレスカウンタ内蔵
  - 60Hzノンインタレース表示
  - CMOSプロセス
- RP5C16Y（60ピンQFP）リコー製CRTC
  - RP5C16/RP5C16Aから文字表示機能を削除し、かわりにビットマップグラフィックス表示に特化したもの。
  - カラー16色、320×200ドットのビットマップグラフィックス表示可能
  - ×2,×4倍拡大表示機能
  - クロスヘアカーソルはブリンク機能を追加
  - NTSCインタレース表示によるコンポジットビデオ出力を追加
- RP5C56（64ピンSDIP）リコー製CRTC